# 452
Період падіння Західної Римської імперії. У Східній Римській імперії розпочалося правління Пульхерії. У Західній правління Валентиніана III, значна частина території окупована варварами, зокрема в Іберії утворилося Вестготське королівство, а Північну Африку захопили вандали, триває вторгнення гунів. У Південному Китаї правління династії Лю Сун. В Індії правління імперії Гуптів. У Японії триває період Ямато. У Персії править династія Сассанідів.
На території лісостепової України Черняхівська культура. У Північному Причорномор'ї готи й сармати. Історики VI століття згадують плем'я антів, що мешкало на території сучасної України приблизно з IV сторіччя. З'явилися гуни, підкорили остготів та аланів й приєднали їх до себе.

## Події
- 8 червня орди гунів під проводом Аттіли вступили на територію сучасної Італії. Аквілею, Падую та Верону захоплено й розграбовано. Медіолан уникнув розграбування, виплативши гунам велику кількість золота. Імператор Валентиніан III утік із Равенни до Рима.
- За легендою гуни повернули від Рима завдяки зверненню Папи Римського Лева I. Серед інших причин — звістка про підкріплення із Східної Римської імперії та епідемія.
- Біженці від гунської орди заснували Венецію.